# -gate
-gate ist ein Suffix zur Benennung von Skandalen. Er geht zurück auf die Watergate-Affäre, die am 9. August 1974 zum Rücktritt des US-amerikanischen Präsidenten Richard Nixon führte. Diese wurde nach dem Watergate-Gebäudekomplex benannt. 2013 wurde -gate zum „Anglizismus des Jahres“ gewählt.
Weitere Skandale mit der Endung „-gate“ sind:
- Koreagate (1976)
- Muldergate-Affäre (1977)
- Ponygate-Skandal (1986)
- Irangate für die Iran-Contra-Affäre (1986)
- Waterkantgate für Barschel-Affäre (1987)
- Squidgygate (1992)
- Nannygate (1993)
- Rywingate für Rywin-Affäre (2002)
- Nipplegate (2004)
- Climategate für den Hackerzwischenfall am Klimaforschungszentrum der University of East Anglia (2009)
- Rubygate für Ruby-Affäre (2010)
- Cablegate für die Veröffentlichung von Depeschen US-amerikanischer Botschaften durch Wikileaks (2010)
- Antennagate (2010) für Empfangsprobleme beim iPhone 4
- Coalgate (2012)
- Täschligate von Oprah Winfrey wegen Rassismusvorwürfen (2013)[1]
- Bombergate (2014)
- Toilettengate für Toilettenaffäre (2014)
- Deflategate, ein Skandal um zu gering aufgepumpte Bälle im AFC Championship Game zwischen den New England Patriots und den Indianapolis Colts in der Saison 2014
- Bendgate (2014) für Stabilitätsprobleme beim iPhone
- Gamergate
- Dieselgate für Abgasskandal (2015)
- Trumpgate (2016)
- Strippergate (2018)
- Champagnergate (2018)
- Ibizagate für Ibiza-Affäre (2019)
- Rezo-gate (2019)
- Sofagate (2021)
- Pimmel-Gate (2021)
- Signalgate (2025)

Auch die Verschwörungstheorie Pizzagate (2016) lehnt sich an die Benennung von Skandalen an.
Im Schachbereich wurden zwei Zwischenfälle während Weltmeisterschaften mit der Endung bezeichnet:
- Toiletgate, die Anschuldigung, dass der klassische Weltmeister zu häufig die Toilette aufsuchte, deren Folgen beinahe zum Matchabbruch führten (2006)
- Videogate, die Veröffentlichung und Löschung eines zweiminütigen Videos mit der mutmaßlichen Vorbereitung des Herausforderers (2018)